# The Greatest Hits Collection (Bananarama)
The Greatest Hits Collection è una compilation, pubblicata dal trio femminile britannico delle Bananarama, che raccoglie i loro più grandi successi usciti su formato singolo. La raccolta, la prima ufficialmente promossa dal gruppo, è uscita, per l'etichetta storica della band, la London Records, nel mese di ottobre del 1988, poco dopo l'abbandono del gruppo di uno dei tre membri fondatori, iobhan Fahey, la quale, sposata con Dave Stewart degli Eurythmics e ormai mamma di un bambino, nato da pochissimo, lascia le Bananarama, per formare il duo delle Shakespears Sister, da lei gestibile con maggiore flessibilità.
La raccolta è uscita in differenti edizioni, che presentano altrettante differenti tracklisting, diverse soprattutto tra la versione statunitense dell'album e quella europea, e tra la versione originaria del 1988 e le ristampe seguenti, nelle quali compaiono un paio di brani posteriori, quali la cover del brano dei Beatles, Help!, UK Top 3, realizzato per beneficenza, nel 1989, e "Preacher Man", dal seguente nuovo album di inediti, Pop Life del 1991, entrambi realizzati con il nuovo membro del gruppo, l'ex Shillelagh Sister Jacquie O'Sullivan.
Tutti i pezzi riuniti sulla compilation compaiono nelle rispettive versioni brevi o leggermente remixate dei singoli. Nel caso di "I Want You Back" (originariamente cantata con Siobhan e inclusa sull'album del 1987, Wow!), la versione inserita nella raccolta è quella registrata di nuovo dai due membri originari, Sara Dallin e Keren Woodward, con la nuova arrivata, Jacquie O'Sullivan. Lo stesso vale per la cover del brano delle Supremes (eccezionalmente non cantato da Diana Ross e quindi poco conosciuto), "Nathan Jones". Come "I Want You Back", la traccia era originariamente contenuta nell'album Wow!, pubblicato prima dell'abbandono della Fahey. La nuova formazione registrerà nuovamente la canzone con la nuova traccia vocale, riarrangiandone anche tutta la base musicale e ottenendo un risultato di gran lunga migliore. La nuova versione, inclusa sia sulla prima raccolta ufficiale del gruppo che nella colonna sonora del film Rain Man, è stata ulteriormente editata e pubblicata su formato singolo, raggiungendo la Top 20 nel Regno Unito.
L'altro singolo promozionale tratto dalla collection del 1988, l'unico brano veramente inedito, intitolato "Love, Truth and Honesty", sarà il primo e ultimo brano composto da Sara e Keren con Jacquie (che da quel momento in poi verrà completamente estromessa dal processo creativo e compositivo, fatto che porterà alla sua defezione, verso la fine dell'anno promozionale per l'album del 1991, Pop Life). "Love, Truth and Honesty", stranamente middle-tempo, rispetto allo standard solitamente upbeat e ballabile del gruppo, otterrà un successo più moderato di "Nathan Jones", non andando oltre la Top 30 britannica.
La collection contiene anche entrambe le cover realizzate dalla prima line-up delle Bananarama con il trio maschile dei Fun Boy Three, "Really Saying Something" e "It Ain't What You Do (It's the Way That You Do It)", entrambe Top 5 in Gran Bretagna, di cui la prima compariva già nel primo album delle ragazze Deep Sea Skiving, mentre la seconda (non inserita, però, nella versione originaria USA della raccolta del 1988, ma soltanto nella relativa edizione rimasterizzata in CD del 2005) non era mai stata, fino ad allora, inclusa su nessun album delle Bananarama, anche se figurava, però, nell'album dei Fun Boy Three. Altri due brani molto popolari nella raccolta sono il primo grande successo americano "Cruel Summer" e l'altra Top 3 inglese "Robert DeNiro's Waiting", entrambe tratte dal secondo omonimo album del 1984, Bananarama.
Per la cronaca, la prima raccolta ufficiale delle Bananarama è stato l'unico album della band a entrare nella classifica italiana, dove ha raggiunto, come posizione più alta, il Numero 6, nel 1988, l'anno in cui è stata pubblicata, piazzandosi al Numero 49 della classifica generale annuale del 1989, anno in cui è stata invece per lo più promossa, vista la sua uscita nell'autunno inoltrato dell'anno precedente.

## Tracce extra e versioni alternative
Le edizioni UK successive a quella del 1988 e la versione in CD della collection comprenderanno, oltre alle 14 tracce originarie, anche altri singoli pubblicati in Europa e nel Regno Unito, tra cui il remix di "A Trick of the Night", realizzato da Stock, Aitken & Waterman (SAW), originariamente prodotto da Jolley & Swain e leggermente diverso nel titolo ("Trick of the Night"), nonché alcuni remix, in particolare del successo storico del gruppo, "Venus", e di uno dei tre Top 3 inglesi della band, "Love in the First Degree", tratto dal fortunato lavoro del 1987, Wow!, oltre alle citate Help! (cover del noto pezzo dei Beatles) e "Preacher Man" (quest'ultima compare soltanto nelle ristampe più recenti), più il primissimo singolo, "Aie a Mwana", cover di un pezzo cantato in lingua swahili. Nel 2005, una versione rimasterizzata della collection è stata pubblicata negli Stati Uniti, con delle bonus tracks che non compaiono invece nella originaria versione USA.

## Tracce

### Edizione UK e versione CD
1. "Venus"
2. "I Heard a Rumour"
3. "Love in the First Degree"
4. "I Can't Help It"
5. "I Want You Back"
6. "Love, Truth and Honesty"
7. "Nathan Jones"
8. "Help!" [solo sul CD]
9. "Really Saying Something" (con i Fun Boy Three)
10. "Shy Boy"
11. "Robert DeNiro's Waiting"
12. "Cruel Summer"
13. "It Ain't What You Do (It's the Way That You Do It)" (con i Fun Boy Three)
14. "Na Na Hey Hey (Kiss Him Goodbye)"
15. "Rough Justice"
16. "Trick of the Night" (SAW Single Remix) [solo sul CD]
17. "Aie a Mwana" [solo sul CD]
18. "Venus" (12" Hellfire Mix) [solo sul CD]
19. "Love in the First Degree" (Eurobeat Style) [solo sul CD]
20. "Preacher Man" [solo ristampe recenti]

### Edizione USA
1. "Venus"
2. "I Heard a Rumour"
3. "Love in the First Degree"
4. "I Can't Help It"
5. "I Want You Back"
6. "Love, Truth and Honesty"
7. "Nathan Jones"
8. "Really Saying Something" (con i Fun Boy Three)
9. "Shy Boy"
10. "Robert DeNiro's Waiting"
11. "Cruel Summer"
12. "Na Na Hey Hey (Kiss Him Goodbye)"
13. "Trick of the Night" (SAW Single Remix)
14. "Aie a Mwana"
15. "Help!" (con French & Saunders alias Lananeeneenoonoo) [solo vrs CD 2005]
16. "It Ain't What You Do (It's the Way That You Do It)" (con i Fun Boy Three) [solo vrs CD 2005]
17. "Rough Justice" [solo vrs CD 2005]
18. "Preacher Man" [solo vrs CD 2005]
19. "Venus" (12" Hellfire Mix) [solo vrs CD 2005]
20. "Love in the First Degree" (Eurobeat Style) [solo vrs CD 2005]